# آئین دادرسی کیفری
آیین دادرسی کیفری مجموعه‌ی قواعد و مقرراتی است که برای کشف جرم، تعقیب متهم، تحقیقات مقدّماتی، میانجی‌گری، صلح میان طرفین، نحوه رسیدگی، صدور رأی، راه‌های اعتراض به آرا، سازمان قضاوتی، اجرای آرای قضایی، تعیین وظایف و اختیارات مقامات قضایی و ضابطان دادگستری و رعایت حقوق متّهم، بزه‌دیده و جامعه وضع شده‌ است.
قانون آیین دادرسی کیفری ایران مصوب ۱۳۹۲  پس از اصلاحاتی زیر عنوان قانون اصلاح آیین دادرسی کیفری در سال ۱۳۹۴ پس از ارسال معاونت حقوقی قوّه قضائیه که ذبیح‌الله خدائیان عهده‌دار این سمت بود به تصویب مجلس رسید. 
این قانون در ۸ بخش؛ 
بخش اول: کلّیّات؛
بخش دوم: کشف جرم و تحقیقات مقدّماتی؛
بخش سوّم: دادگاه‌های کیفری، رسیدگی و صدور رأی؛ 
بخش چهارم: اعتراض به آراء؛
بخش پنجم: اجرای احکام کیفری و اقدامات تامینی و تربیتی؛
بخش ششم: هزینه دادرسی؛
بخش هفتم: سایر مقررات؛
بخش هشتم: آیین دادرسی جرائم نیروهای مسلح، تدوین شده است.